# Камчатка (Ічалківський район)
Камча́тка (рос. Камчатка, ерз. Камчатка) — селище у складі Ічалківського району Мордовії, Росія. Входить до складу Берегово-Сиресівського сільського поселення.

## Населення
Населення — 4 особи (2010; 6 у 2002).
Національний склад (станом на 2002 рік):
- ерзя — 50 %
- ерзяни — 33 %